# Juan Cabanas
Juan Cabanas Erauskin (Asteasu, Guipúzcoa, 1907 - 1979) fue un pintor, cartelista y crítico de arte español.

## Biografía
Estudió en la Escuela de Bellas Artes de San Fernando de Madrid, tras lo que pasó a París (1926-1928), donde recibió la influencia de las vanguardias y conoció a Pancho Cossío.
También a Roma (1928-1929), donde entra en contacto con el fascismo y conoce a Rafael Sánchez Mazas.
De vuelta a España, organiza en San Sebastián la Exposición de Arquitectura y Pintura Modernas (1930), colaborando con el arquitecto y jefe falangista José Manuel Aizpurúa.
Durante la guerra civil se encargó de la organización de la sección artística de Falange, dirigiendo desde 1938 el departamento de Música y Artes Plásticas de la Delegación Nacional de Propaganda. En la posguerra la denominación del servicio era Departamento de Plásticas, Sección de Información y Propaganda de la Vicesecretaría de Educación Popular.